# Otter (Schiffstyp)
Als Otter wurde ab dem Anfang des 17. Jahrhunderts ein Binnenfrachtschiff auf den Flüssen des heutigen Belgien bezeichnet. Das Schiff war etwa 18 Meter lang, fünf Meter breit und hatte eine Wasserverdrängung von ca. 100 Tonnen. Die aus Holz gebauten Fahrzeuge waren Ein- oder Anderthalbmaster mit Gaffelsegel. Die Schiffe waren nach Art der Tjalken oder Pleits gebaut. Dieser Schiffstyp wurde noch Anfang des 20. Jahrhunderts  auf zahlreichen belgischen und niederländischen Flüssen gefahren.